# Лесновка (Крым)
Лесно́вка  (до 1960-х годов Новосёловка, до 1948 года Горопа́шник; укр. Ліснівка, крымскотат. Lesnovka, Лесновка) — село в Сакском районе Крыма (согласно административно-территориальному делению Украины — центр Лесновского сельского совета Автономной Республики Крым, согласно административно-территориальному делению РФ — центр Лесновского сельского поселения Республики Крым).

## Современное состояние
На 2016 год в Лесновке числятся 31 улица и 5 переулков; на 2009 год, по данным сельсовета, село занимало площадь 259,3 гектара, на которой в 755 дворах числилось 2280 жителей. В селе действуют средняя школа, детский сад «Колокольчик», дом культуры, библиотека, фельдшерско-акушерский пункт, церковь церковь иконы Божией Матери «Утоли моя печали».

## География
Лесновка — село в центре района, в степном Крыму, фактически, северный пригород Сак (3 километра по шоссе), там же ближайшая железнодорожная станция Саки — в 1 километре. Высота центра села над уровнем моря — 21 м. Транспортное сообщение осуществляется по региональной автодороге 35Н-488 от Сак до шоссе 35К-001 Красноперекопск — Симферополь (по украинской классификации С-0-11241).

## История
По данным Российской еврейской энциклопедии поселение Горопашник (Земледелец), в составе ещё Евпаторийского района, было основано в 1925 году 47 переселенцими из еврейского местечка Базар, ныне Народичского района Житомирской области, по книге «Історія міст і сіл Української РСР» — в 1927 году. По сведениям Лесновского сельсовета это произошло 8 мая 1931 года. Другая часть переселенцев прибыла в 1930-е годы из Мелитополя и Смоленской области. Видимо, тогда же был образован колхоз им. Сталина. После образования в 1935 году Сакского района село включили в его состав. Вскоре после начала отечественной войны часть еврейского населения Крыма была эвакуирована, из оставшихся под оккупацией большинство расстреляны..
В годы Великой Отечественной войны, в период временной оккупации, 24 ноября 1941 года на северо-восточной окраине села немецко-фашистскими захватчиками были расстреляны свыше 200 мирных жителей: партийных и советских работников и комсомольцев. Приказом Министерства культуры Украины № 1224 от 28 ноября 2013 года мемориал объявлен памятником истории местного значения. Постановлением Совета министров Республики Крым № 627 от 20 декабря 2016 года памятник жертвам фашистского террора отнесён к категории объектов культурно-исторического наследия России регионального значения. На фронтах Отечественной войны сражались 54 жителей села, 15 награждены орденами и медалями, 20 из них погибли. В их честь в 1979 году в центре села установлен памятный знак в виде стелы с мемориальной доской и символом вечного огня.
После освобождения Крыма от фашистов, 12 августа 1944 года было принято постановление № ГОКО-6372с «О переселении колхозников в районы Крыма», по которому в район из Курской и Тамбовской областей РСФСР в район переселялись 8100 колхозников, а в начале 1950-х годов последовала вторая волна переселенцев из различных областей Украины. С 25 июня 1946 года Горопашник в составе Крымской области РСФСР. Указом Президиума Верховного Совета РСФСР от 18 мая 1948 года, Горопашник переименовали в Новоселовку (в книге Я. Пасика данные, что название существовало уже в 1941 году). 26 апреля 1954 года Крымская область была передана из состава РСФСР в состав УССР. Время создания сельсовета пока точно не установлено: в «Справочнике административно-территориального деления Крымской области на 15 июня 1960 года» на эту дату сельсовет уже числился, как Новосёловский, а, согласно сайту Сакского районного совета, — Лесновский сельсовет был образован в 1964 году.
Указом Президиума Верховного Совета УССР «Об укрупнении сельских районов Крымской области», от 30 декабря 1962 года село присоединили к Евпаторийскому району. Видимо, тогда же, во избежание путаницы с Новосёловским, Новосёловку переименовали в Лесновку (справочнику Крымская область. Административно-территориальное деление на 1 января 1968 года — в период с 1954 по 1968 годы). 1 января 1965 года, указом Президиума ВС УССР «О внесении изменений в административное районирование УССР — по Крымской области», Евпаторийский район был упразднён и село включили в состав Сакского. 1 января 1965 года, указом Президиума ВС УССР «О внесении изменений в административное районирование УССР — по Крымской области», Евпаторийский район был упразднён и село включили в состав Сакского (по другим данным — 11 февраля 1963 года). По данным переписи 1989 года в селе проживало 1613 человек. С 12 февраля 1991 года село в восстановленной Крымской АССР, 26 февраля 1992 года переименованной в Автономную Республику Крым. С 21 марта 2014 года в составе Крыма аннексирована Россией.

## Население
| 2001 | 2014  |
| ---- | ----- |
| 2209 | ↗2476 |

Всеукраинская перепись 2001 года показала следующее распределение по носителям языка
| Язык             | Процент |
| ---------------- | ------- |
| русский          | 65.14   |
| крымскотатарский | 22.14   |
| украинский       | 10.55   |
| другие           | 0.36    |

### Динамика численности
- 1974 год — 1594 чел.[23]
- 1989 год — 1613 чел.[46]
- 2001 год — 1660 чел.
- 2009 год — 2280 чел.[10]
- 2014 год — 2476 чел.[52]